# Moringua edwardsi
Moringua edwardsi är en fiskart som först beskrevs av Jordan och Bollman, 1889.  Moringua edwardsi ingår i släktet Moringua och familjen Moringuidae. IUCN kategoriserar arten globalt som livskraftig. Inga underarter finns listade i Catalogue of Life.